# Azzedine Meguellatti
Azzedine Meguellatti est un entraîneur franco-algérien de football né le 5 octobre 1960 à Saint-Denis (Seine-Saint-Denis) et mort le 12 janvier 2024 à Seraincourt (Val-d'Oise),.

## Carrière
Meguellatti a dirigé les joueurs du FC Istres, en Ligue.2, de février 2002 à juin 2003. Il obtient deux maintiens successifs pour le club des Bouches du Rhône. Il quitte le club à l'issue de la seconde saison (2002-2003) en désaccord avec le Président de l'époque. De retour à Paris il dirige le Red Star tout juste repris par Luis Fernandez en 2003-2004 et l'AS Poissy, du nouveau Président Karl Olive, de 2004 à 2006. En mai  2006, il est candidat au BEES 2e degré, mais ne l'obtient pas.
Lors de la saison 2009-2010, il arrive en cours de saison à l'UJA Alfortville qui joue alors en CFA. Il dynamise l'équipe, proche de la relégation et parvient à la faire monter en championnat National. Néanmoins il quitte le club au terme d'une saison réussie. Pendant cet exercice, il fera débuter en CFA un jeune pousse de 18 ans, issu du Futsal, Wissam Ben Yedder.
À partir de juillet 2010, il est nommé Manageur général du Racing CF-Levallois 92.
À l'automne 2010, il est rappelé à la tête de l'UJA Alfortville à la suite du départ de William Longuet. Cas unique dans l'histoire du Championnat de France, il est entraîneur de deux équipes de niveau national à la fois : l'UJA Alfortville (National) et le Racing-Levallois (CFA 2).
Sa carrière couronnée de succès force l'admiration. Débuter en 2e division de District et atteindre la ligue.2, reste aussi, une trajectoire jamais réalisée dans le Football Français.

## Carrière d'entraîneur
2e division de District : CS Ermont (1989-1991)
1re Division de District : CS Ermont (1991-1994)
Régional 3 : CS Ermont (1994-1996)
Régional 2 : CS Ermont (1996)
Régional 1 : CS Ermont (1997-2001) / Red Star (2003-2004)
National 3 : Racing Club de France (2010-2013)
National 2 : AS Poissy (2004-2006) / UJA Alfortville (2009-2010)
National : UJA Alfortville (2010-2011)
Ligue 2 : FC Istres (2001-2003)

## Palmarès
- Coupes :

Coupe du Val D’Oise : 2000 CS Ermont (Entraîneur CS Ermont)